# Белорусско-российские отношения
Беларусь и Россия являются тесными партнёрами в экономической, политической и военной сферах. Россия и другие постсоветские государства представляют для Беларуси крайне важный рынок сбыта продукции и источник сырья; по мнению экспертов, значительный экономический рост Беларуси в 2004—2007 годах во многом был связан с её особыми отношениями с Россией.
Россия и Беларусь являются членами-соучредителями Союзного государства, Таможенного и Евразийского экономического союза, ШОС, а также осуществляют военное сотрудничество в рамках ОДКБ (на территории Беларуси расположены два российских военных объекта).
Беларусь имеет посольство в Москве с филиалами в Екатеринбурге, Казани, Калининграде, Красноярске, Нижнем Новгороде, Новосибирске, Ростове-на-Дону, Санкт-Петербурге, Смоленске, Уфе и Хабаровске, а также почётные консульства в Краснодаре, Мурманске и Тюмени. Россия имеет посольство в Минске и генконсульство в Бресте и Гродно.

## История двусторонних отношений

### Предыстория
Взаимодействие двух регионов восходит к временам Великого Княжества Литовского и Московского княжества — первым государственным образованиям, которые являются предшественниками современных Беларуси и России. Во время правление Великих литовских князей Ольгерда и Кейстута 1368—1372 гг. имелось соперничество с Московским княжеством. Так, Ольгерд стремился к господству в Северо-Восточной Руси, в том числе помогая Кашинскому княжеству добиться независимости от Тверского княжества. В 1368 и 1370 годах Ольгерд дважды безрезультатно осаждал Москву, вынужденный отвлекаться на борьбу с крестоносцами. В 1371 году на стороне тверского князя выступил и добившийся лидерства в Золотой Орде Мамай. В 1372 году Ольгерд заключил мир с Дмитрием Ивановичем Донским, но в последние годы своего правления Ольгерд утратил контроль над восточными землями княжества, прежде всего Брянском и Смоленском, склонившимися к союзу с Москвой, в том числе и против Орды.
В 1380 году по сообщению Московского летописного свода конца XV века, войска Великого Княжества Литовского участвовали в Куликовской битве, на стороне Северо-Восточной Руси.
В 1405 году великий князь литовский Витовт начал военные действия против Пскова; тот обратился за помощью к Москве. Однако Москва объявила войну Великому княжеству Литовскому только в 1406 году, крупные военные действия фактически не велись и после нескольких перемирий и стояния на Угре Витовт и великий князь московский Василий I заключили «вечный мир», впервые установивший общую границу двух государств.
В 1480 году московский князь Иван III освободил подвластные земли от «ордынского ига», после чего подчинённые ВКЛ верховские князья начали переходы на службу к московским князьям вместе с владениями, что открыло серию войн, получивших в русской историографии название «русско-литовских».
Иван III, в союзе с крымским ханом Менгли I Гиреем, вторгся в 1492 году в Литву: литовцы сопротивлялись слабо и русским удалось овладеть многими городами. Перемирие было заключено в 1494 году: Александр Ягеллон отказывался от претензий на Новгород и женился на дочери Ивана III Елене, Иван III отказывался от претензий на Брянск.
По итогам войны 1500—1503 годов Литва лишилась примерно трети своей территории (чернигово-северские земли), в 1514 году — смоленских земель.
Война 1507—1508 годов была попыткой отвоевать земли, потерянные в 1503 году. Попытка провалилась, однако небольшая часть земель всё таки была присовокуплена. Ещё одна попытка отвоевать потерянные земли произошла в войне 1534—1537 годов. Опять земли были возвращены лишь частично. Успехами литовцы были обязаны полякам. Перемирие было заключено 18 февраля 1537 года в Москве. Согласно ему, Гомельская волость переходила Литве, а Себеж, Велиж и крепость Заволочье оставались в Русском государстве.
В 1559 году из-за подписания Виленского договора стал неизбежным новый военный конфликт. Готовясь к войне, литовский князь Сигизмунд пытался убедить крымского хана напасть с ним вместе на Северскую землю, однако русская дипломатия отвлекла хана обещаниями богатых подарков и выиграла ценное время, отсрочив литовско-крымский союз.
В 1569 году после подписания Люблинской унии современная белорусская территория вошла в состав объединения — Речи Посполитой. Первый значительный конфликт между Речью Посполитой и Россией произошёл во время Русско-польской война (1609—1618). Во время которой польско-литовские войска на два года (с 1610 по 1612) оккупировали Московский Кремль. Война завершилась подписанием Деулинского перемирия, по которому к Речи Посполитой отошли Смоленская, Стародубская и Черниговская земля.
В 1632 году Польшей была предпринята неудачная попытка вернуть завоеванные Речью Посполитой земли. Однако в 1634 году был заключен «Поляновский мир» между Россией и Польшей, подтвердивший в основном границы, установленные Деулинским перемирием. К России отошёл только один город — Серпейск. По договору Владислав отказался от претензий на русский трон.
Также стоит упомянуть о периоде 1648—1667 годов, который получил название «кровавого потопа». Начались они мятежом Богдана Хмельницкого, сопровождались многочисленными набегами татар, а в 1654 году ещё и началась война с Русским царством. В «потопе утонула» половина белорусов, причем большая часть именно из-за войны с Русским царством. Хмельницкий действовал в основном на территории Украины и Польши, туда же совершали набеги и татары. А вот боевые действия войны 1654—1667 годов велись как раз на территории России. Ради справедливости стоит признать, что в «кровавом потопе» участвовали также и шведы. В 1660 году поляки, заключив мир со шведами, направили все силы на борьбу с Москвой. В 1667 году было заключено перемирие на 13½ лет: Россия получила левобережную Малороссию, Смоленск и Северские земли и во временное владение — Киев, с ближайшими окрестностями. В 1686 году был заключён между Москвой и Польшей мир, получивший название «вечного». Король Ян III Собеский закрепил за Россией навсегда Киев и все приобретения её по андрусовскому договору.
Затем последовали три раздела Речи Посполитой. Войны, ведённые Россией в Польше в XVIII веке, имевшие целью исключительно вмешательство во внутренние дела разрушавшейся Польши. Восстание Костюшко, жестоко задушенное.
В войне 1812 года часть белорусов за обещание восстановления ВКЛ, перешла на сторону французов, хотя Наполеон в итоге не сдержал свое обещание.
В результате разделов Речи Посполитой в конце XVIII века вся территория современной Белоруссии оказалась в составе Российской империи. После Октябрьской революции 1917 года центральные и восточные районы Белоруссии вошли в состав СССР. В 1939 году к Советскому Союзу была присоединена Западная Белоруссия. В составе СССР Белоруссия была очень тесно экономически связана с РСФСР. Белоруссия имела неофициальный статус «сборочного цеха» в Советском Союзе, а белорусская промышленность работала в значительной мере на материалах и энергоносителях, поступающих из России. В культурном отношении белорусские области быстро обрусели — руководство Белорусской ССР полностью перешло на русский язык. Вплоть до конца 1980-х годов в Белоруссии не было (в отличие от Украины и Прибалтийских республик) заметного диссидентского движения. Поэтому культурная связь двух государств была очень тесной.

### Республика Беларусь
Началом международных отношений между Россией и Беларусью как независимыми государствами можно считать подписание Беловежских соглашений и образование СНГ после распада СССР в 1991 году. 13 ноября 1992 было подписано Соглашение о свободной торговле.
Александр Лукашенко (президент с 1994 года) начал активно разыгрывать тему объединения России и Беларуси ещё во время своих первых президентских выборов в июле 1994 года. Став главой государства, он использовал её для политического и экономического торга с Москвой.
6 января 1995 года было подписано соглашение о Таможенном союзе, 21 февраля 1995 — Договор о дружбе, добрососедстве и сотрудничестве сроком на 10 лет.
2 апреля 1996 года президент России Борис Ельцин и президент Беларуси Александр Лукашенко подписали договор о создании Сообщества России и Беларуси. В тот момент это было выгодно и Ельцину, которого через два месяца ожидали президентские выборы, и Лукашенко, который надеялся возглавить союзное государство. Вскоре выяснилось, однако, что каждая из сторон хотела бы получить собственную выгоду от объединения. При подготовке проектов союзного договора Москва настаивала на ускорении приватизации белорусских предприятий и демократизации политической жизни в республике. Минск, в свою очередь, требовал наделения высших законодательных и исполнительных органов нового союзного объединения правом выносить решения, которые были бы обязательны к исполнению в обоих государствах. 24 марта 1996 года, накануне подписания договора, в Беларуси состоялись массовые уличные акции протеста под предводительством Василя Быкова, вызванные опасением потери государственного суверенитета.
Борис Ельцин, не располагавший полной поддержкой Государственной думы, отказался подписать белорусский вариант союзного договора. Документ, который был подписан 2 апреля 1997 года, — новый договор о преобразовании Сообщества в Союз — не содержал конкретных обязательств. Это дало возможность Александру Лукашенко обвинить российское руководство в том, что оно не готово к объединению.

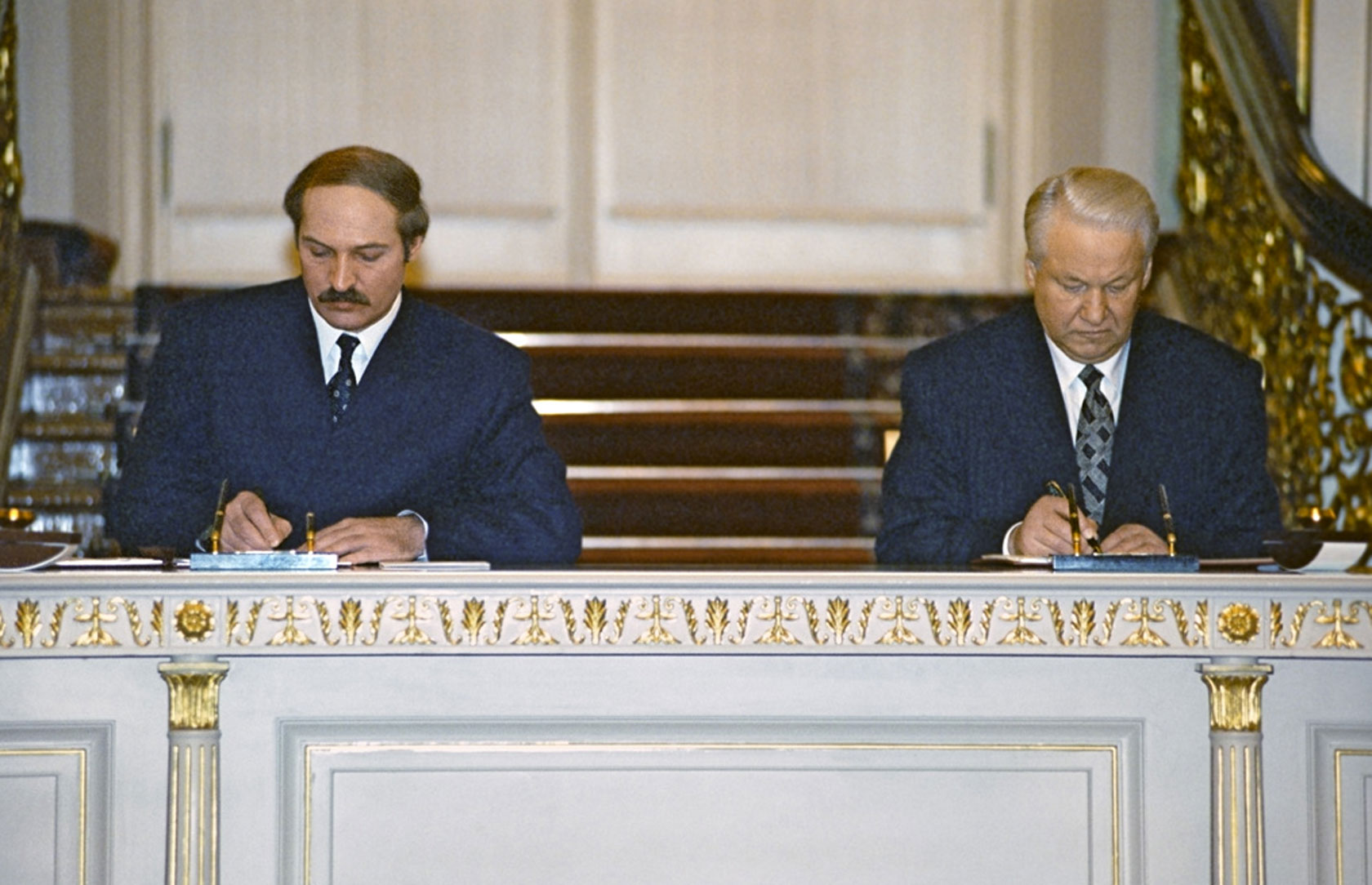
Президенты РФ и Беларуси подписывают Договор об образовании Союза России и Беларуси, Москва, 2 апреля 1997 года

Отношения между Москвой и Минском ухудшились. Летом 1997 года разразился политический скандал, начавшийся с задержания в Беларуси российских журналистов по обвинению в незаконном пересечении белорусско-литовской границы. Для того, чтобы добиться их освобождения, Россия прибегла к политическому и экономическому давлению.
25 декабря 1998 года были подписаны Декларация о дальнейшем единении России и Беларуси (предполагающая введение единой валюты), договор о равных правах граждан и Соглашение о создании равных условий субъектам хозяйствования. Перед самым уходом Ельцина со своего поста, 8 декабря 1999 года, Договор о создании Союзного государства был наконец подписан. Стороны обязались активизировать подготовку единого Конституционного акта и вынести его на всенародное обсуждение. Договор вступил в силу 26 января 2000 года. В январе 2000 госсекретарём Союза был избран Павел Бородин.

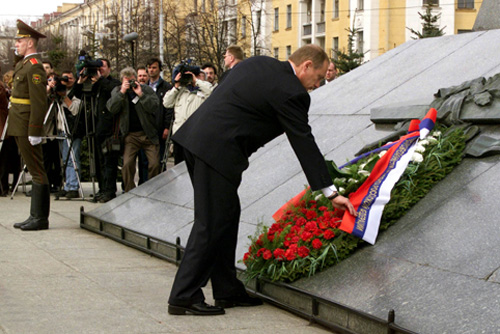
Владимир Путин возлагает венок к монументу Победы в Минске

Смена высшего политического руководства в России привела к очередному сдерживанию процесса интеграции. Владимир Путин долго присматривался к своему партнёру, пока в 2002 году президент Беларуси не представил новую инициативу, согласно которой союзным государством президенты могут руководить по очереди. Путин сначала отверг эту идею напрочь (заявив, что возврата к СССР не будет), а в августе 2002 года предложил свой собственный план действий — в мае 2003 года провести референдум по союзной конституции, а через полгода, одновременно с российскими парламентскими выборами, провести выборы союзного парламента и президента.
Путин предложил при формировании руководящих органов союзного государства учитывать экономический вес и численность населения участников. Александру Лукашенко фактически предлагался вариант вхождения Беларуси в состав России, а ему самому — должность полномочного представителя Президента Российской Федерации в Белорусском федеральном округе. В ответ на это Лукашенко обвинил Путина в попытках превратить Беларусь в «90-й субъект Федерации» (а точнее — в 6-7 новых субъектов федерации (по количеству областей), которые потеряли бы единство): «Даже Ленин и Сталин не додумались до того, чтобы раздробить Беларусь и включить в состав СССР».
Периодический обмен язвительными замечаниями между двумя руководителями продолжался длительное время. При этом реальные интеграционные процессы постоянно откладывались. Так в октябре 2003 года Александр Лукашенко заявил, что введение единой валюты не имеет смысла. Это означало отмену перехода на единую для России и Беларуси валюту — российский рубль, намечавшегося на 1 января 2005 года.
Не решался и вопрос о создании совместного газотранспортного консорциума. Экспортный российский газ проходит через территорию Беларуси по двум транспортным системам -газопроводу Ямал-Европа, который полностью принадлежит «Газпрому» и проложен на земле, взятой им в долгосрочную аренду, и газотранспортной системе «Белтрансгаз». В апреле 2002 года «Газпром» договорился о поставках газа в Беларусь по $29 за 1 тыс. м³ в обмен на создание к июню 2003 года совместного предприятия на базе «Белтрансгаза». СП так и не создали, поскольку стороны не сошлись в цене («Газпром» оценил компанию в $600 млн, а Минск — в $5 млрд). Тогда «Газпром» объявил о повышении цены в 2004 году до $50. В ходе переговоров Россия трижды приостанавливала поставки газа, после чего Лукашенко обвинил Россию в шантаже, пригрозил выйти из всех договоров с ней и потребовал от своего правительства подписать договор «на условиях Путина». Беларусь не особенно пострадала от отключения, поскольку она просто забирала на свои внутренние нужды газ, направлявшийся в Калининградскую область, Литву и Польшу.
Лукашенко, со своей стороны, время от времени делал заявления о готовности отвернуться от России и начать сотрудничество с Западом. Однако западные политики чем дальше, тем всё менее были расположены идти на какое-либо сотрудничество с ним, особенно после того, как 17 октября 2004 года был проведён всенародный референдум, по результатам которого из Конституции страны было изъято положение об ограничении президентства двумя сроками. Это позволило Александру Лукашенко вновь выставить свою кандидатуру на президентских выборах 2006 года.
После того, как Беларусь оказалась в международной изоляции, Александр Лукашенко активизировал меры по укреплению сотрудничества с Россией. Этому способствовала и череда «цветных революций» на постсоветской территории, и объединение против «недемократической» Беларуси руководителей бывших советских республик — Украины, Молдавии, Грузии, Азербайджана — в рамках ГУАМ, произошедшее в 2005 году.
В октябре 2004 года Россия осудила введение американских экономических санкций против Беларуси, заявив следующее: «Мы не поддерживаем применения инструмента санкций в принципе. Санкции должны применяться адресно и не затрагивать интересы населения» (МИД РФ Сергей Лавров). В марте 2005 года «Газпром» вновь заявил о повышении тарифов, но по указанию Владимира Путина их сохранили неизменными и на 2006 год, в то время как для всех остальных покупателей российского газа цены были подняты.
Весной 2006 года в Беларуси состоялись президентские выборы, в результате которых Александр Лукашенко вновь был избран на свой пост. Вскоре после подведения итогов выборов «Газпром» объявил о грядущем резком повышении цен на российский газ для Беларуси — в контракте на 2007 была предложена стартовая цена газа на уровне $200 за тысячу кубометров.
В середине 2006 года Россия вышла из межправительственного соглашения 2002 года. В конце августа 2006 года МИД России направил Беларуси ноту о том, что Россия в одностороннем порядке прекращает выполнение пакетных соглашений о поставке в Беларусь газа по внутрироссийским ценам, поскольку вопрос о передаче «Газпрому» 50 % акций «Белтрансгаза» так и не решён. Срок соглашения истекает в апреле 2007 года.

Владимир Путин и Александр Лукашенко

В начале октября 2006 года Россия заявила о возможном сокращении на 30 % поставок нефти на НПЗ Беларуси под предлогом обследования состояния нефтепровода «Дружба». Ранее аналогичная причина была выдвинута для полного прекращения поставок российской нефти на литовский НПЗ «Мажейкю нафта». В конце ноября 2006 года произошёл российско-белорусский скандал во время саммита СНГ в Минске. В знак протеста против отказа белорусских властей предоставить аккредитацию нескольким российским журналистам, представлявшим газеты «Московский комсомолец» и «Коммерсантъ», российские журналисты покинули саммит, проигнорировав итоговую пресс-конференцию.

Памятник Янке Купале (Москва)

12 декабря 2006 года российское правительство приняло решение о том, что «в целях защиты экономических интересов России» с 1 января 2007 российские поставки нефти в Беларусь, как и в остальные страны, должны облагаться таможенными пошлинами (экспорт российской нефти в Беларусь не облагался пошлиной в соответствии с соглашением о Таможенном союзе от 12 мая 1995 года). 26 декабря 2007 года заместитель председателя правления «Газпрома» Александр Медведев объявил, что «Газпром» постепенно снизил запрашиваемую цену и готов поставлять Беларуси газ лишь по $105, из которых «живыми деньгами» Минск мог бы платить $75, а остальное — акциями «Белтрансгаза», исходя из оценки компании $5 млрд (в итоге «Газпром» хотел получить 50 % его акций). Но Беларусь продолжала настаивать на поставках газа по ценам Смоленской области (в 2007 г. — $54,2 за 1000 м³). На следующий день Алексей Миллер пригрозил прекратить поставки газа с 1 января 2007 года, если Беларусь не согласится покупать газ по более высокой цене. Белорусская же сторона была уверена, что «Газпром» не сможет прекратить поставки газа в Беларусь, поскольку это поставило бы под угрозу его транзит в Европу, соглашение о котором белорусы также отказывались подписывать.
Соглашение между Россией и Беларусью о цене на газ на 2007—2011 годы удалось заключить лишь за 2 минуты до наступления нового 2007 года. Цена газа установлена в $100 за 1 тыс. кубометров, тариф на транзит — $1,45 за 1 тыс. кубометров на 100 км. Условия оплаты «Газпромом» 50 % акций «Белтрансгаза» — $2,5 млрд в течение четырёх лет.
2007 год начался с нового скандала в белорусско-российских отношениях. 1 января Россия ввела пошлины на экспорт нефти в Беларусь ($180,7 за тонну), сделав тем самым невыгодными поставки нефти на белорусские НПЗ в Мозыре и Новополоцке. Белорусский госконцерн «Белнефтехим» приостановил контракты с российскими нефтяными компаниями. В ответ Беларусь приступила к отбору российской нефти из нефтепровода «Дружба» в счёт уплаты пошлин. Послу Беларуси в Москве вручили ноту с предложением немедленно отменить пошлину на транзит нефти. В связи с этим были 8 января 2007 года остановлены поставки российской нефти в европейские страны (в том числе в Словакию и Венгрию) по южному ответвлению нефтепровода «Дружба». 9 января 2007 года Владимир Путин поручил российскому правительству выработать комплекс ответных мер в отношении Беларуси. Но 10 января 2007 года после телефонного разговора Владимира Путина и Александра Лукашенко правительство Беларуси объявило об отмене пошлины на транзит нефти. 11 января того же года «Транснефть» в полном объёме восстановила поставки через нефтепровод «Дружба». 12 января 2007 года Михаил Фрадков и Сергей Сидорский подписали соглашение «о мерах по урегулированию торгово-экономического сотрудничества в области экспорта нефти и нефтепродуктов». Российская экспортная пошлина на нефть осталась, но была снижена с $180 до $53 за тонну нефти (в 2007 году, с плавным увеличением в последующие годы). Одновременно была достигнута договорённость о сохранении для России бесплатной аренды земли под газопроводом Ямал-Европа и нефтепродуктопроводом «Запад-Транснефтепродукт», а также о сохранении неизменными условий для российских военных объектов на территории Беларуси (станция дальней связи «Вилейка» и РЛС «Барановичи» российской СПРН). Подписано соглашение об отмене Беларусью экспортных ограничений для российских компаний. 24 марта 2007 года в ходе визита в Беларусь Председателя Правительства России Михаила Фрадкова на заседании правительство Союзного государства Беларуси и России был подписан целый ряд важнейших документов, главным среди которых является торгово-экономическое соглашение между Беларусью и Россией.
С 6 июня 2009 года развернулась так называемая «молочная война», когда Роспотребнадзор запретил ввоз многих видов молочной продукции из Беларуси в Россию из-за отсутствия соответствующей документации. Многие белорусские производители молока заявляли, что прошли сертификацию. Отдельные эксперты полагали, что «молочная война» была спланирована для передела белорусской мясной и молочной промышленности.
11 июня Владимир Путин заявил, что Россия и Беларусь договорились по поставкам молока. Из-за разгоревшегося конфликта президент Беларуси не принял участия в сессии ОДКБ в Москве 14 июня, объясняя это нецелесообразностью обсуждения вопросов военно-политической безопасности во время прямой угрозы экономической безопасности страны. При этом официальный Минск заявил, что принятые организацией решения, в частности, о создании Коллективных сил оперативного реагирования, являются недействительными. 

Также в эти дни было принято решение в кратчайшие сроки ввести элементы таможенного и пограничного контроля на границе с Россией, которые уже существуют с российской стороны.
Несмотря на то, что Путин ранее объявлял о достижении договорённостей относительно поставок белорусских молочных продуктов, конфликт продолжался. Лишь 17 июня Геннадий Онищенко объявил о прекращении «молочной войны».
В июле 2010 года начал действовать Таможенный союз Беларуси, Казахстана и России По некоторым оценкам, создание Таможенного союза позволит стимулировать экономическое развитие и может дать дополнительно 15 % к ВВП стран-участниц к 2015 году. Во второй половине 2010 года произошло значительное ухудшение отношений между руководством РФ и президентом Лукашенко.
В апреле 2011 года Беларусь отозвала из Экономического суда СНГ иск против России о взимании пошлин за нефтепродукты.
В 2013 году отношения между странами обострились после задержания и ареста в Беларуси российского топ-менеджера Владислава Баумгертнера. Задержанию предшествовал конфликт, в ходе которого стороны обвиняли друг друга в нарушении соглашения по экспорту калийных удобрений только через совестную компанию «БКК». В Беларуси также заподозрила российскую сторону в попытке выкупить «Беларуськалий» с помощью махинаций на рынке. Ряд российские чиновников выразил возмущение. В конце 2013 года на Баумгертнера завели дело уже в России, с целью экстрадиции к себе. В итоге его доставили в Россию и в 2014 году отпустили.
Новое обострение торговых противоречий между Россией и Беларусью произошло в начале декабря 2014 года, когда Россия ввела запрет на поставки мясных продуктов с некоторых предприятий Беларуси из-за реэкспорта запрещенной к поставкам продукции ЕС (позднее, после проверок поставки были возобновлены). Президент Беларуси Лукашенко заявил, что официальный Минск выступает против практики применения санкций в отношениях между странами; при этом уверен, что Россия ввела временные ограничения на поставки продуктов питания из Беларуси потому, что официальный Минск не присоединился к ответным российским санкциям в отношении Запада.
9 декабря государственный таможенный комитет Беларуси фактически восстановил государственную белорусско-российскую границу и стал досматривать все грузы, следующие из РФ на территорию РБ. Эта мера — прямое следствие торговой войны, в которой Минск пытается «продавить» своё право на нелегальный реэкспорт из ЕС в Российскую Федерацию, были запрещены поставки некоторых товаров из России.
Президент Беларуси Лукашенко поставил задачу своему правительству любой ценой выходить на новые рынки сбыта белорусской продукции, а после стремительного падения курса рубля в конце года потребовал от правительства страны перевести расчеты с Россией в доллары и евро.
Регулярно поступала информация о задержках груза на границе Беларуси и России. Так, 3 декабря таможенные органы Беларуси перекрыли без уведомлений и объяснений транзит в Россию электроники из Калининградской области.
В 2015 году Кремль предпринял попытку создать авиабазу в Беларуси, однако Минск во избежание обострения напряжённости в регионе отказался от этого предложения. Позже глава МИД РФ Сергей Лавров заявлял: «это действительно (был) неприятный эпизод».
С конца 2016 года началась новая «молочная» война. С 7 декабря 2016 года Россельхознадзор запретил поставки в Россию молочной продукции с пяти предприятий Беларуси (ранее им предлагалось самостоятельно ограничить экспорт своих товаров); тогда же введён и фитосанитарный режим на ввоз продукции растениеводства через Беларусь из других государств, это связано с необходимостью недопущения ввоза в Россию продуктов, на которые распространяется действие продовольственного эмбарго. Это вызвало громкий скандал, по поводу слов главы Россельхознадзора Сергея Данкверта о том, что «белорусы от жадности добавляют в молоко сухое молоко» вице-премьер Михаил Русый в эфире телеканала «Беларусь 1» назвал это «экономическим дебилизмом». В апреле 2017 года Россельхознадзор проверил 18 белорусских предприятий, после чего с 19 мая того же года запретил поставки в России продукции ряда белорусских предприятий, выпускающих сливочное масло, сухое молоко и сыр.
В 2018 году Москва назначила послом в Минске выходца из спецслужб — Михаила Бабича, который начал проводить политику давления на официальный Минск подталкивая их более тесной интеграции между странами. Бабач самостоятельно ездил по белорусским регионам и посещал предприятия. Также новая команда российских послов начала всячески критиковать в СМИ власти Беларуси. Всё это вызывало ответную реакцию. В конце 2018 году между Путиным и Лукашенко возникли разногласия по поводу цены на российский газ. 
15 февраля 2019 года президент Беларуси Лукашенко высказался про объединение с Россией: «Слушайте, мы и завтра можем объединиться вдвоём, у нас проблем нет, но готовы ли вы, россияне и белорусы, на это? Насколько вы готовы, настолько мы будем выполнять вашу волю».
В начале 2019 года Лукашенко призвал к улучшению отношений с НАТО и снял ограничения для американских дипломатов (действовавшее с 2008 года), что последовало за заявлением России 2018 года о повышении цены на нефть для Беларуси. «Вы не пускаете нашу продукцию на свой рынок, называете нас нахлебниками, давите на нас везде, где можете» — заявил Лукашенко по поводу последовавшей «истерики» Москвы. В декабре 2019 года в ходе интервью «Эхо Москвы» президент Беларуси предостерёг Москву от принуждения к слиянию двух стран. «Если Россия попытается нарушить наш суверенитет, как говорят некоторые, вы знаете, как отреагирует мировое сообщество; они будут втянуты в войну. Запад и НАТО не потерпят этого, потому что они увидят в этом угрозу себе. В этом смысле они будут правы» — сказал Лукашенко.
14 сентября 2020 года Президент РФ Владимир Путин на встрече с белорусским коллегой Александром Лукашенко заявил, что Россия остается приверженной всем договоренностям с Беларусью, в том числе по Организации Договора о коллективной безопасности и Союзному государству. Также Путин сообщил, что Москва выдаст Минску кредит в размере $1,5 млрд.
19 декабря 2022 года Владимир Путин впервые за три года встретился с Александром Лукашенко в Беларуси, по её итогам Владимир Путин сообщил о совместных разработках связанных с «военно-техническим» взаимодействием. Лукашенко в свою очередь затронул вопрос о месте стран, которое закрепят за собой Россия и Беларусь в «новой системе международных координат». Владимир Путин и Александр Лукашенко категорически отвергли идею поглощения Россией Беларуси. «Россия не заинтересована в том, чтобы кого-то поглощать», — сказал Путин.
В годовщину российского вторжения на территорию Украины Александр Лукашенко, подтвердил тезисы Путина о причинах этого конфликта. И заявил, что чтобы избежать войны Украине нужно было исполнять минские соглашения и тогда «Донбасс был бы украинским и управлялся бы из Киева».

### Голосование в ООН
27 марта 2014 года на голосовании Генеральной ассамблеи ООН по вопросу непризнания референдума в Крыму Беларусь проголосовала против.

## Российско-белорусская граница: от ликвидации к восстановлению в 2014—2017 годах
В 1995 году граница между Россией и Беларусью была фактически ликвидирована. Однако в 2014 году с белорусской стороны была восстановлена пограничная зона. В свою очередь Россия в феврале 2017 года создала пограничную зону со стороны Смоленской области.

## Экономическое партнёрство
В 2013 году товарооборот двух стран составил около 40 млрд долларов, на Россию пришлось 42,4 % белорусского экспорта и 57,6 % импорта. По ряду товарных позиций Россия является основным покупателем: в 2010 году в РФ было экспортировано 57 % произведённого в Беларуси сливочного масла, 87 % сыров и творога, 64 % телевизоров, 40 % стиральных машин, 62 % газовых плит, 67 % металлообрабатывающих станков, 40 % грузовых автомобилей и 47 % тракторов.
Особенно велика роль Беларуси во внешней торговле пограничных с ней регионов России: например, в 2013 году на РБ пришлось 53,4 % импорта и 60,3 % экспорта Брянской области. Социальная и экономическая стабильность обеспечивалась доступом на российский рынок и получением энергоресурсов по внутренним российским ценам.
В то же время белорусская экономика в основном сохранила хозяйственные связи с российскими предприятиями и значительный промышленный экспорт в Россию. В Россию, в частности, поступает 60-70 % всего экспорта средств транспорта, машин и оборудования из Беларуси. В 2006 году на Россию пришлось $6,85 млрд из $19,74 млрд белорусского экспорта.
До конца 2006 года Беларусь имела возможность закупать нефть в России по внутренним российским ценам и экспортировать нефтепродукты по мировым ценам, что позволяло не только удовлетворять внутренние потребности страны в нефтепродуктах, но и получать значительные доходы. Расходы на газоснабжение частично компенсируются за счёт реэкспорта российского газа. В этой ситуации Беларусь не пострадала, а выиграла от роста мировых цен на энергоносители.
В мае 2023 года президент Беларуси Александр Лукашенко заявил о том, что результаты сотрудничества с Россией в сфере производственной кооперации и импортозамещения превосходят ожидания сторон. По информации главы государства, в 2022 году объём торговли между двумя странами увеличился на 20% по сравнению с предыдущим годом и достигла 500 млрд долларов — наивысшего уровня с 2017 года.

### Российские продовольственные эмбарго
В 2014 году в ответ на санкции ряда государств Россия ввела эмбарго на экспорт продовольствия из многих стран. Под запрет попало продовольствие из соседних с Беларусью членов ЕС (Польши, Латвии, Литвы) и Украины. 11 августа 2014 года Беларусь заявила, что будет пресекать экспорт запрещённых в России товаров через свою территорию. Президент Лукашенко призвал агропромышленные предприятия республики «шевелиться, использовать этот момент и заработать деньги». Однако заработать на эмбарго у Беларуси не получилось. Беларусь смогла в 2014—2015 годах значительно нарастить физический объём поставок в Россию. Увеличение поставок белорусских продуктов в 2015 году по сравнению с 2014 годом составило:
- Говядина свежая и охлаждённая — на 17 тыс. тонн;
- Говядина замороженная — на 6 тыс. тонн;
- Мясо птицы — на 26 тыс. тонн;
- Рыба сушёная, солёная, копчёная — на 7,3 тыс. тонн;
- Молоко, сливки несгущённые и без добавления сахара — на 23 тыс. тонн;
- Молоко, сливки сгущённые или с добавлением сахара — на 24 тыс. тонн;
- Сливочное масло и прочие жиры и масла — на 14 тыс. тонн;
- Сыры и творог — на 31 тыс. тонн;
- Яблоки, груши и айва свежие — на 311 тыс. тонн;

Из этих цифр видно, что Беларусь смогла за счёт эмбарго нарастить экспорт в Россию прежде всего яблок и груш, а также сыров и творога.
Российским властям такое увеличение не понравилось, так как значительная часть белорусских поставок была либо реэкспортом, либо продуктами переработки санкционных продуктов. По словам заместителя Генерального прокурора России Владимира Малиновского, объём поставок белорусских яблок, груш и грибов в 2015 году в 5 раз превысил собранный в этой стране их урожай за 2015 год. С этими явлениями российские власти боролись двумя методами:
- Досмотр российскими чиновниками белорусских грузов на российско-белорусской границе. С 24 ноября 2014 года появились сообщения о досмотре Россельхознадзором продукции из Беларуси и Казахстана, в связи с участившимися случаями поставок запрещённых продуктов. В ответ Беларусь ввела досмотр грузового транспорта на границе с Россией[52]; в январе 2015 года досмотр вновь был отменён.

Реэкспорт из Беларуси запрещенной в России продукции косвенно подтвердилось статистикой белорусской таможни.
Однако справиться с реэкспортом запрещённой продукции через Беларусь российским властям не удалось. В декабре 2016 года Россельхознадзор ввел фитосанитарный режим на реэкспорт растительной продукции из Беларуси.
- Запрет на поставки в Россию продукции с белорусских предприятий, использующих санкционное сырье. В ноябре 2016 года Россельхознадзор ввел ограничения на поставки в Россию продукции с 13 белорусских предприятий, использующих сырье из третьих стран[55].

В итоге заработать на эмбарго Беларуси не удалось: в стоимостном отношении белорусские поставки в 2015 году оказались намного ниже, чем в 2013 году. Стоимость экспорта продовольственных товаров и сельскохозяйственного сырья из Беларуси в Россию (по данным Белстата) составляла по годам:
- 2013 год — 4660,4 млн долларов;
- 2014 год — 4708,2 млн долларов;
- 2015 год — 3724,0 млн долларов.

Более того, 2015 год стал временем резкого падения российско-белорусской торговли. В стоимостном отношении белорусский экспорт в Россию в 2015 году составил 10,4 млрд долларов (в 2014 году 15,2 млрд долларов). Импорт товаров из Российской Федерации уменьшился не так значительно: в 2015 году он составлял 17,1 млрд долларов, а в 2013 году 22,9 млрд долларов.

### Поставки и транзит российских углеводородов
В 2000-е роль Беларуси как страны-транзитёра, несмотря на все «газовые конфликты», возросла: объём российского газа, прокачанного через республику в ЕС увеличился с 24,6 млрд м³ (2001 год) до 48,8 млрд м³. (2013 год).
Вместе с тем ввод в эксплуатацию Балтийской трубопроводной системы привёл к уменьшению в 2005—2010 годах экспорта нефти по нефтепроводу «Дружба» с 70 млн тонн до 53 млн тонн и к падению доходов белорусских предприятий от транспортировки «чёрного золота».
В апреле 2019 года Беларусь заявила о снижении качества российской нефти, в которой обнаружили повышенное содержание хлоридов. Российская сторона признала проблемы с качеством сырья и пообещала решить проблему в кратчайшие сроки.

## Культурное сотрудничество
В культурном плане Беларуси и Россия очень близкие страны — в обоих государствах наиболее распространенным является русский язык. В Беларуси действуют различные организации российских соотечественников.
Однако власти Беларуси не хотят, чтобы их страна воспринималась за рубежом как часть России, и потому жестко контролируют все пророссийские организации, лавируя между РФ и Западом. Обычно попытки проявления самостоятельности со стороны белорусских властей выражаются в громких заявлениях (в том числе президента страны) и разных символических жестах. Так в Могилеве 12 июня 2015 года местные власти сбили с установленного 6 июня того же года бюста А. С. Пушкина антизападные стихи из оды «Клеветникам России».

Символично, что именно в День России (12 июня 2013 года) Минский городской суд огласил решение о ликвидации существовавшее с 1992 года Минское общество русской культуры «Русь» (сама ликвидация была связана скорее с расколом этой организации).
По данным соцопросов, большинство белорусов относятся к России в целом  так же, как и к странам ЕС.

## Научное сотрудничество
Россия и Беларусь активно сотрудничают в научной сфере, в том числе с использованием такого механизма как Союзное государство.
Минск занимает первые места в СНГ по экспорту (в 2013 году 129 соглашений на общую сумму 586,7 млн долларов) и импорту (в 2013 году 116 соглашений на общую сумму 31,2 млн долларов). Учёные России и Беларуси активно работают в МААН.

## Военное партнёрство

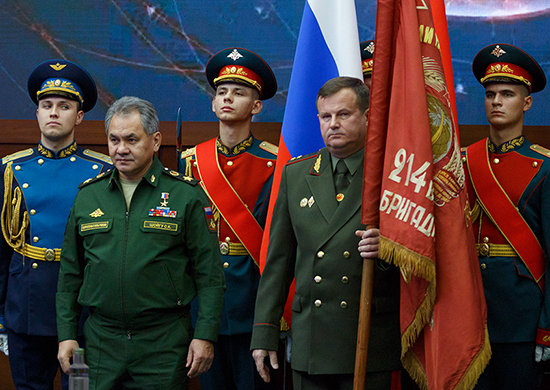
Министр обороны России
Сергей Шойгу и министр обороны Белоруссии Андрей Равков, 2015 год

В Беларуси размещены два военных объекта российских ВС:
- РЛС «Волга» (Барановичи) — входит в состав системы предупреждения о ракетном нападении. Поставлена на боевое дежурство 1 октября 2003 года. Станция дециметрового диапазона позволяет отслеживать пуски МБР на северо-западном ракетоопасном направлении. Согласно соглашениям, подписанным 6 января 1995 года, всё недвижимое имущество и занимаемый «Волгой» и её инфраструктурой земельный участок переданы российской стороне в пользование на 25 лет (до 2020 года).
- 43-й узел связи ВМФ (Вилейка) — обеспечивает связь на частотах сверхдлинных волн Главного штаба ВМФ России с атомными подводными лодками, несущими боевое дежурство в районах Атлантического, Индийского и частично Тихого океанов.

20 октября 2021 года главы военных ведомств России и Беларуси Сергей Шойгу и Виктор Хренин подписали документы о продлении сроков действия соглашений о размещении на белорусской территории этих двух объектов на 25 лет.
Начиная с 2009 года проводятся совместные военные учения (Запад-2009, Запад-2013, Запад-2017, Запад-2021).
Российская Федерация является основным поставщиком оружия и военной техники для белорусской армии, например, истребители завоевания господства в воздухе Су-30СМ, учебные самолёты Як-130, вертолёты Ми-8МТВ-5, системы ПВО «Тор» и «Противник-ГЕ», танки Т-72Б3, бронетранспортёры БТР-80А, снайперские винтовки МЦ-116М и многие другие виды вооружения, разработанные в СССР и современной России. В 2008 году Беларусь продала для ВВС России 15 ракет «воздух-воздух» Р27-Р для Су-27 и МиГ-29.
В 2015 году Кремль предпринял попытку создать авиабазу в Беларуси, однако Минск во избежание обострения напряжённости в регионе отказался от этого предложения. Позже глава МИД РФ Сергей Лавров заявлял: «это действительно (был) неприятный эпизод».
2 марта 2021 года министерства обороны Беларуси и России подписали программу стратегического партнёрства на пять лет. В тот же день Александр Лукашенко предложил разместить российские самолёты на белорусских базах для совместного пользования военными двух стран. 5 марта министры обороны России и Беларуси Сергей Шойгу и Виктор Хренин договорились о создании трёх центров совместной подготовки военных.
В 2022 году началось российское вторжение на территорию Украины, в том числе со стороны Беларуси, однако беларуские войска не принимали участие во вторжении.
После обострения ситуации в регионе, вызванной российским вторжением, между Беларусью и Россией активизировалось сотрудничество в военной сфере. 25 июня 2022 года президенты двух стран на встрече в Санкт-Петербурге объявили о поставке в Беларусь ракетно-тактических комплексов «Искандер-М», которые могут наносить удары ракетами «как в обычном, так и в ядерном исполнении». В августе Александр Лукашенко заявил о завершении переоборудования белорусских самолётов Су-24 для того, чтобы могли нести ядерное оружие. 10 октября Лукашенко заявил, что Беларусь и Россия развернут региональную военную группу и начато перемещение войск. По оценке Reuters изменения обусловлены атакой на Крымский мост.
Владимир Путин сообщил о процессах «боевого сглаживания воинских частей двух стран», и о несущей боевое дежурство единой системе обороны. По его словам, рамках реализации военной доктрины ведется совместное военное планирование и действует совестная военная группировка двух стран.  Президент РФ подтвердил подготовку экипажей боевых самолётов армии Беларуси, которые уже «переоборудованы для возможного применения боеприпасов со специальной боевой частью». В свою очередь Александр Лукашенко подтвердил получение Минском российской системы ПВО дальнего действия С-400 «Триумф» и оперативно-тактического ракетного комплекса «Искандер».
Reuters сообщил о совместных военных учениях России и Беларуси с 16 января по 16 февраля 2023 года. Белорусское оборонное ведомство заявило, что в учениях будут задействованы все военные аэродромы страны. По заявлению Беларуси, учения носят оборонительный характер. Reuters сообщил об опасениях Украины и западных стран относительно того, что Россия может использовать Беларусь для начала нового наземного наступления на Украине.
25 мая 2023 года министры обороны России и Беларуси подписали соглашение о размещении тактического ядерного оружия на территории Беларуси. Правительство Беларуси заявило, что строительство хранилища для ядерного оружия будет завершено 1 июля 2023 года.